# مسرد مصطلحات العمارة
تقدم هذه الصفحة مسرد لمصطلحات العمارة.

## أ
أتريوم
فناء داخلي لمنزل روماني؛ داخل مبنى متعدد الطوابق، أو فناء مغطى مضاء من الأعلى يرتفع عبر جميع الطوابق.
أضواء الأجنحة
الأضواء في الجزء العلوي من النافذة المتعامدة، والأخف إضاءة أو تصل لنصف عرض الأضواء بالجزء السفلي فقط.
أطلس (عمود)
دعامة منحوتة على شكل رجل، قد تحل محل عمود أو ركيزة أو عماد.

## ب

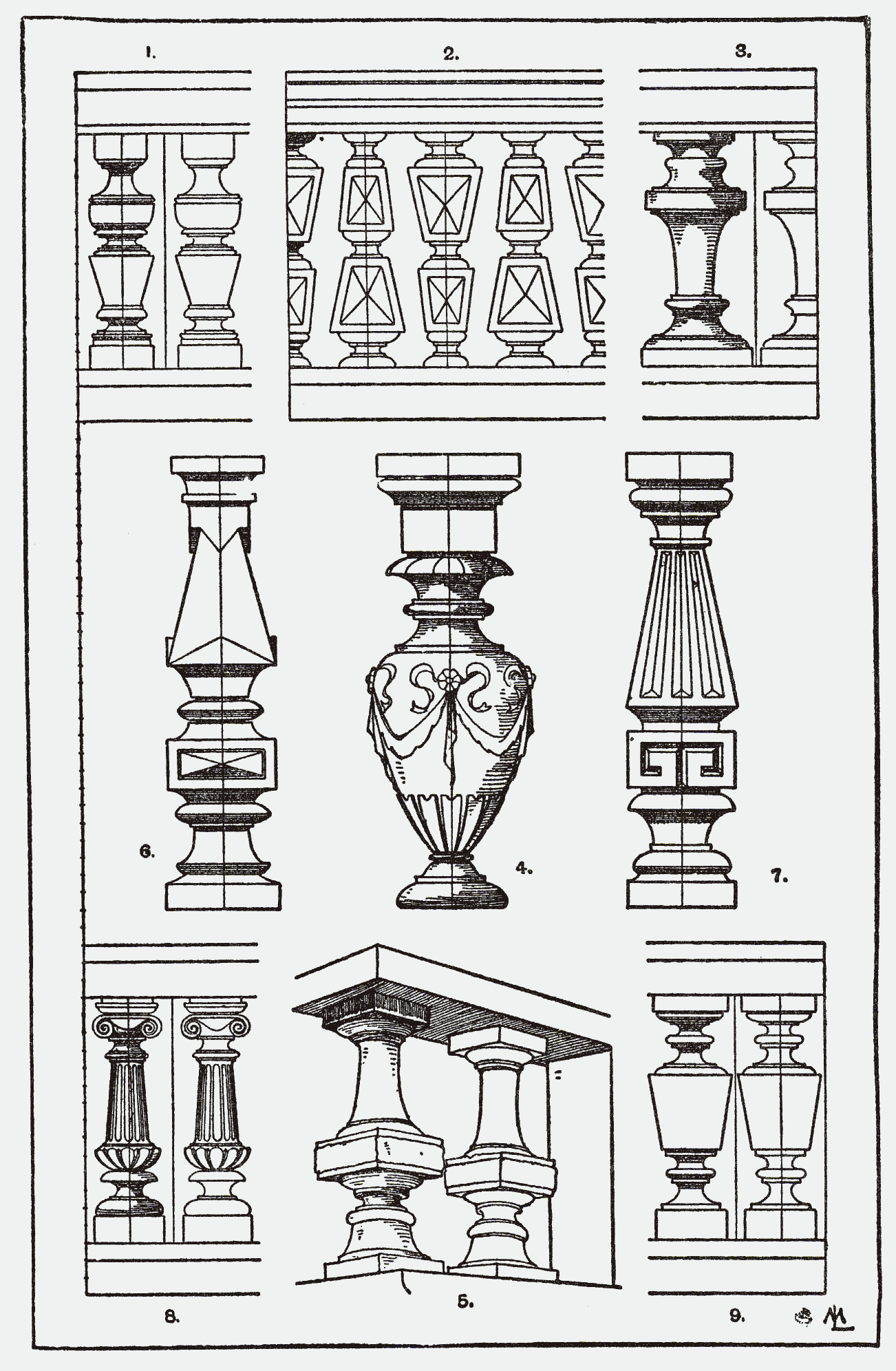
صفحة من البرامق المزخرفة

بازيليكا
كانت في الأصل قاعة رومانية كبيرة مسقوفة أقيمت لإقامة الصفقات التجارية والفصل في المسائل القانونية؛ وفي وقت لاحق، أصبح المصطلح يصف مبنى به ممرات وسقف علوي. كانت مخططات الكاتدرائية في العصور الوسطى عبارة عن تطور من شكل مخطط البازيليكا.
بالكونيت
شرفة زائفة، أو سياج على مستوى النافذة الخارجي.
برج الناقوس
غرفة أو منصة في برج تُعلَّق فيها الأجراس. ويُستخدم المصطلح أيضاً لوصف الطريقة التي يُوضَع بها الطوب في الحائط بحيث يتداخل مع بعضه البعض.

برمق
عمود صغير قائم، مربع أو دائري، مصنوع من الحجر أو الخشب، وأحياناً من المعدن، يدعم حافة الحاجز أو درابزين السلم. وتسمى سلسلة البرامق التي تدعم ممسك الدرابزين أو الكفت درابزيناً.
بريج
برج بارز من الجدران، يكون عادة في زوايا التحصينات أو الكنائس خلال العصور الوسطى.

## ت
تحديل الحائط
انحدار جدار أو عمود متجه نحو الأعلى.
ترابط (عمارة)
أسلوب أو طريقة ربط الأجزاء بحيث يكون كل جزء واضحاً ومميزاً فيما يتعلق بالأجزاء الأخرى، حتى وإن جرى ربطها.

## ث
ثُرمة الزهرة
زخرفة معمارية على شكل كرة توضع داخل كأس زهرة، بدأ استخدامها في أواخر القرن الثالث عشر، وكانت رائجة كثيراً في أوائل القرن الرابع عشر.

## ج
جوقة أمامية
المساحة داخل الكنيسة بين البوابة الخارجية أو درابزين حاجز الجوقة وباب الجوقة.

## ح
حافة حادة
حافة حادة تظهر عندما يتقارب سطحان؛ وهذا يشمل الحافة المرتفعة بين أخدودين على عمود أو عماد، إذا كانت هذه الحافة حادة.
حدبة (عمارة)
الحجارة غير المقطوعة التي توضع في مكانها في مبنى، وتبرز خارجاً من المبنى، لنحتها لاحقاً في قوالب زخرفية، وتيجان، وأذرع، وما إلى ذلك. تعتبر الحدبات أيضاً عملاً ريفياً، وتتكون من حجارة تبدو وكأنها تبرز إلى ما هو أبعد من سطح المبنى، بسبب الثغرات أو القنوات المتروكة في الوصلات؛ تستخدم بالأساس في زوايا المباني، وتسمى الزوايا الريفية. قد يكون التجويف أو الثغرات مستديراً أو مربعاً أو مشطوفاً أو مائلاً أو على ماسي الشكل أو محاطاً بكهفية أو حليقة.
حجر منحوت
بناء من كتل كبيرة مقطوعة بأوجه متساوية وحواف مربعة.
حنية الكنيسة
نهاية مقببة نصف دائرية أو متعددة الأضلاع للمذبح أو الكنيسة. يقع ذلك القسم من الكنيسة، المسيحي عادةً، نهاية «التصالب» ومقابل صحن الكنيسة. تقع الجوقة في هذه المساحة في بعض الكنائس.

## ر
رأس الجملون
لوح مثبت على الجملونات البارزة للسقف.
رواق مقنطر
ممر أو ممشى مسقوف بسلسلة من الأقواس أو القناطر المدعومة بأعمدة. الرواق الأعمى أو الممرات المقنطرة: ينطبقا أيضاً على سطح الجدار.

## ز
زافرة
أو العقد الساند هو نوع من الدعائم. يستخدم كتف تدعيم لدعم قنطرة، ويعتمد على جدار قوي أو عمل ضخم. وعمود العقد الساند هو سلسلة كبيرة أو دعامة من الحجر، مصنوعة لدعم جدار أو شرفة أو قنطرة.

## س
ساكف
عتبة مُشَكَّلة، وهي الجزء الأدنى في العتبات الكلاسيكية. وهي أيضاً الإطار المصبوب للباب أو النافذة (الذي غالباً ما يستعير شكل العتب الكلاسيكي).
سرداب
عادة ما يكون الطابق الأدنى والتابع للمبنى، وعادة ما يكون تحت مستوى سطح الأرض كلياً أو جزئياً؛ وهو الجزء الأدنى من العلو الكلاسيكي، أسفل الطابق العلوي.
سك مدماك
أعمال البناء بالطوب المتداخل. يشمل ذلك: السك الممتد، والإنجليزي، والعلوي، والفلمنكي، وعلى شكل جدار الحديقة، والمتعرج، وعلى شكل سلة، والأمريكي، والصيني.
سندرة
طابق علوي صغير داخل سقف فوق السقف العلوي. والطابق فوق إفريز الواجهة الكلاسيكية.
سياج حافة حادة
نوع من الحواجز، غالباً ما تكون خشبية، ذات مقطع عرضي يشبه المثلث المتساوي الساقين.

## ش
شرفة مفرجة
حاجز (أي جدار دفاعي منخفض بين ارتفاع الصدر وارتفاع الرأس)، حيث توجد فجوات أو انبعاجات مستطيلة على فترات للسماح بإطلاق السهام أو المقذوفات الأخرى.
شق السهم
فتحة رأسية رفيعة في حصن يمكن للرامي أن يطلق سهامه من خلالها.

## ص
صرة
1.  حجر مقطوع بخشونة يوضع في مكانه لنقشه لاحقاً.
2.  نتوء زخرفي، حجر عقد المنزخرف في قبو مضلع عند القوس القوطي.

## ط
طاولة مقعد
مصطبة حجرية تدور حول جدران الكنائس الكبيرة، وأحياناً حول ركائز الجدران؛ وعادةً ما تكون في الأروقة.
طوق العمود
مقطع مصبوب يتكون من سطح نصف دائري محاط بمستويين مسطحين (حليقتين).

## ع
عارضة خشبية
(حرفياً "عارضة الصدر") عارضة أفقية كبيرة تدعم الجدار أعلاها، وخاصة في المباني ذات الركائز.
عارضة مثبتة بقضيب
عضو هيكلي لا يتحمل حمولته أو امتداده بالقدر الكاف، ويُعزز بقضيب أو قضيبين من الفولاذ مثبتين في كل طرف محمل عند أو أعلى مركز العارضة لتحمل قوى الشد. يمتد القضيب إلى أسفل العارضة ويرتفع عن العارضة على دعامة واحدة أو أكثر مثبتة بالعارضة عند سطحها السفلي. ويحدد حجم الدعامات لتقبل قوى الضغط المفروضة دون ثنيها. حد الحمل لهذا العضو هو قدرة العارضة على الانهيار (فشل أفقي).
عاكسات شمس
قواطع أو مظلات بارزة تحجب أشعة الشمس المباشرة عن النوافذ.
عمد
مصطلح معماري يطلق على الأعمدة المرتبطة بمعمد، عندما تكون الفُرجة العمودية واسعة وضيقة بالتعاقب.
عقد أزجي
عنصر معماري يتكون من بروز منحنى واحد (أو زوج من المنحنيات، في حالة العقد الأزجي المدبب) على مسافة معينة.

## ف
فُرجة عمودية
أسلوب من أساليب التداخل بين الأعمدة حيث تكون المسافة بين الأعمدة أربعة أقطار على الأقل. وتستلزم المسافة الكبيرة بين الأعمدة استخدام عضادة خشبية.

## ق
قوس ضامة
زخرفة نحتية لقوس.
قوس
هيكل منحني يمكنه الامتداد على مساحة مع دعم وزن كبير.
قوصرة
أسلوب من أنماط الجملونات حيث يُترك المركز مفتوحاً (وغالباً ما يُزخرف) عن طريق إيقاف الجوانب المنحدرة قبل قمة الجملون. وهناك نوع مختلف من هذا الأسلوب حيث تكون الجوانب منحنية لتشبه الأقواس يسمى جملون عنق البجعة.

## ك
كتف
عنصر رأسي بارز من الحائط لتثبيته أو لمقاومة الدفع الجانبي للقوس أو السقف أو القنطرة. ينقل كتف التدعيم الدفع إلى دعامة ثقيلة عبر قوس أو نصف قوس.
كتيفة (طالع أيضاً الطنف)
عنصر يحمل وزناً، يُصنع من الخشب أو الحجر أو المعدن وموضعه أعلى الحائط.

## م
مئزر (عمارة)
1.  لوح بارز أسفل نافذة أو نصب تذكاري أو لوح حائطي.
2.  جزء مفتوح من مرفأ بحري مجاور مباشرة لمرسى السفينة، يستخدم في النقل المباشر للبضائع بين السفينة والمرفأ.
3.  3. لوح خرساني يقع مباشرة خارج باب أو ممر مركبة، يستخدم للحد من التآكل في الرصف الإسفلتي بسبب حركات الدوران المتكررة أو الأحمال الثقيلة.
مجاز جانبي
المساحة الفرعية بطول جسم المبنى، والتي تفصلها عنه أعمدة أو أرصفة أو دعامات.
مدة
الأقسام الداخلية للمبنى، والتي يفصل كل منها عن الآخر بوسائل خفية مثل الحدود التي تفترضها التقسيمات المحددة في الجدران الجانبية (الأعمدة، والعماد، وما إلى ذلك) أو السقف (العوارض، وما إلى ذلك). وكذلك التقسيمات الخارجية للمبنى عبر النوافذ.
مساحة أو مساحة القبو
هي الساحة الصغيرة المرصوفة التي تتيح الدخول، عبر «درجات المنطقة»، إلى أرضية القبو في مقدمة منزل متدرج في العمارة الجورجية.

## ن
ناصية التاج
بلاطة مسطحة تشكل العنصر أو القسم العلوي من تاج العمود.
نافذة بارزة
نافذة من طابق واحد أو أكثر تبرز من واجهة المبنى. نافذة مائلة: ذات واجهة مستقيمة وجوانب مائلة. مشربية قوسية: منحنية. نافذة ناتئة: ترتكز على أطناف أو أقواس وتبدأ فوق مستوى الأرض؛ وكذلك نافذة البارزة في نهاية السُدة بالقاعة الرئيسية خلال العصور الوسطى.
نافذة عين الثور
إما نافذة بيضاوية صغيرة، أو نوع مبكر من زجاج النوافذ.